# محمد تقی عبدالکریم
محمد تقی عبدالکریم (عربی: محمد تقي عبد الكريم؛ ۲۰ فوریه ۱۹۳۶ – ۶ نوامبر ۱۹۹۸) سیاست‌مدار اهل اتحاد قمر بود. وی از ۲۵ مارس ۱۹۹۶ تا هنگام مرگش در ۶ نوامبر ۱۹۹۸ رئیس‌جمهور این کشور بود.
محمد تقی عبدالکریم در ۶ نوامبر ۱۹۹۸، در سن ۶۲ سالگی درگذشت.